# Charles Krause
Pour les articles homonymes, voir Krause.
Charles Krause est un gymnaste américain.

## Biographie
Charles Krause remporte la médaille d'argent en corde lisse et est médaillé de bronze par équipe aux Jeux olympiques d'été de 1904 à Saint-Louis. Il évolue en club au Central Turnverein de Chicago.